# メスバウアー効果

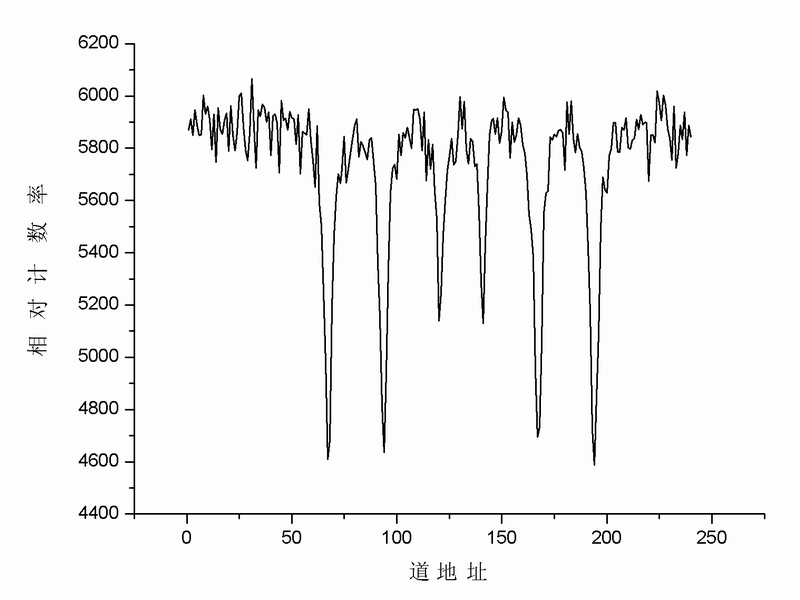
^{57}Fe のメスバウアースペクトル。

メスバウアー効果（メスバウアーこうか、英: Mössbauer effect）とは、1958年にルドルフ・メスバウアーによって発見された結晶体状のガンマ線放射線源とその吸収体の間に発生する共鳴吸収現象を言う。
メスバウアー効果により、光のドップラー効果を極めて高い精度で検出することができるようになった。また、分光法の一つの手法であるメスバウアー分光法（Mössbauer spectroscopy）の原理でもある。

## 概要
原子核がガンマ線を放射し、もう一方の同じ原子核がそのガンマ線を共鳴吸収する現象をメスバウアー効果（Mössbauer effect）と呼ぶが、ガンマ線のエネルギーは一般に大きく、放射あるいは吸収過程で原子核が反跳するためにエネルギーが変化して周波数がずれるために共鳴は極めて起こり難く、気体や液体状態中の原子核同士では共鳴は起こらない。
1958年に当時博士課程の学生であったルドルフ・メスバウアーは、ガンマ線の放射線源であるイリジウム191を結晶中に束縛させてさらに冷却することで（単一の原子核の質量を結晶格子に対する大きな有効質量に置き換えて）、原子核の反跳効果そのものを実質的に無くして、原子間の共鳴吸収現象を発生させることに成功した。
メスバウアーによるイリジウム191によるメスバウアー効果の発見後、他にも共鳴吸収現象を起こす原子核が発見された。今日では、メスバウアー効果を観測するのに最も都合のよい物質として鉄57（57Fe）が知られている。
メスバウアー効果は極めて鋭敏な（Q値の高い）共鳴効果であり、放射線源または吸収体のわずかな相対運動によって共鳴吸収現象が起こらなくなる。これは、光のドップラー効果を検出するにあたって非常に都合のよい性質であり、メスバウアー効果の発見以前には到底実験による検出は不可能と考えられていた現象（たとえば地球上の重力による赤方偏移）も検証ができるようになった。

## 理論
反跳によって失われるエネルギーERは、運動量保存則とエネルギー保存則より、
{\displaystyle E_{R}={\frac {E_{\gamma }^{2}}{2Mc^{2}}}}
ここで Eγはガンマ線のエネルギー、M は放射または吸収を行う物体の質量、c は光速度である。
気体の場合、吸収・放射を行うのは原子であり、質量は非常に小さい。その結果気体によるガンマ線の共鳴は起こりにくい。X線の場合、光子のエネルギーはガンマ線のエネルギーに比べてずっと小さいので、失われるエネルギーも小さい。
固体ではフォノンのエネルギーが反跳エネルギーよりも大きいので、ガンマ線を共鳴吸収できる。メスバウアー効果はメスバウアー分光法として、固体の結合状態を調べるのに利用される。例えばよく用いられるFeの分光では、Feの価数、高スピンなのか低スピンなのか、またその配位数などに応じてピーク位置が変わるため、得られた結果を標準的なピークの足し合わせとして解釈することで、試料中でFeがどのような状態にいるのかを解明することができる。